# Eurymera monticulosa
Eurymera monticulosa is een vlokreeftensoort uit de familie van de Pontogeneiidae. De wetenschappelijke naam van de soort is voor het eerst geldig gepubliceerd in 1888 door Georg Johann Pfeffer. De soort werd verzameld tijdens een Duitse expeditie naar Zuid-Georgia in 1882-83.